# Orangutan de Sumatra
L'orangutan de Sumatra (Pongo abelii o Pongo pygmaeus abelii) és una de les tres espècies existents d'orangutan. Són endèmics de l'illa indonèsia de Sumatra, són més petits que els orangutans de Borneo.
Els orangutans mascles de Sumatra arriben a fer uns 140 cm d'alçada i pesen uns 90 quilos, les femelles són més petites fent de mitjana 90 cm d'alçada i pesen uns 45 kg.

## Genètica
Els orangutans tenen 48 cromosomes diploides. El genoma fou seqüenciat el gener del 2011, basant-se en una femella captiva anomenada Susie. Després del genoma dels humans i dels ximpanzés els orangutans de Sumatra han passat a ser el tercer homínid que viu actualment a ser seqüenciat.
Els investigadors també van publicar còpies menys completes de 10 orangutans que vivien en llibertat, cinc de Borneo i cinc de Sumatra. Es va comprovar que hi havia menor diversitat genètica en els orangutans de Borneo (Pongo pygmaeus) que en els de Sumatra (Pongo abelii), malgrat el fet que els de Borneo tenen una població d'orangutans de set vegades la dels de Sumatra. Amb aquesta comprovació se suggereix que les dues espècies d'orangutans van divergir fa uns 400.000 anys que és una data més recent que la que es pensava anteriorment. De la mateixa manera es trobà que l'ADN de l'orangutan evolucionà d'una manera més lenta que la dels ximpanzés i humans.